# M-8 (Rusland)
De M-8 of Cholmogory (Russisch: М-8 «Холмогоры») is een federale autoweg die Moskou met het noorden van Rusland verbindt. De weg is 1271 kilometer lang. De weg staat ook bekend als de Jaroslavskoje Sjosse.
De weg begint aan de MKAD, de Moskouse ringweg, en loopt daar als zesstrooks hoofdweg door de noordelijke voorsteden van de Russische hoofdstad. Na 10 kilometer versmalt de weg naar twee keer twee rijstroken met een middenberm. Langs Sergiev Posad is een 34 kilometer lange bypass gebouwd, die min of meer als snelweg is uitgevoerd. Tot aan Jaroslavl zijn om de steden ringwegen aangelegd. Men moet nog wel dwars door de 600.000 inwoners tellende stad Jaroslavl rijden.
Bij Vologda is een ringweg in aanleg. Ten noorden van Vologda is de weg erg verlaten, en bestaat de weg nog enkel uit één rijstrook per richting.
De M-8 voert door honderden kilometers bos langs de Severnaja Dvina rivier, tot aan Archangelsk, een van de grootste steden in het verre noorden van Rusland. Vanaf Archangelsk is ook nog de mogelijk om naar Severodvinsk te rijden, een van de belangrijkere havens aan de Witte Zee.
Het stuk tussen Jaroslavl en Moskou is onderdeel van de Gouden Ring van Rusland.
De M-8 is geen onderdeel van de E-nummering in Europa.